# Reit im Winkl
Reit im Winkl ist eine Gemeinde im oberbayerischen Landkreis Traunstein. Der gleichnamige Hauptort ist Sitz der Gemeindeverwaltung und ein Wintersport- und Luftkurort.

## Geografie

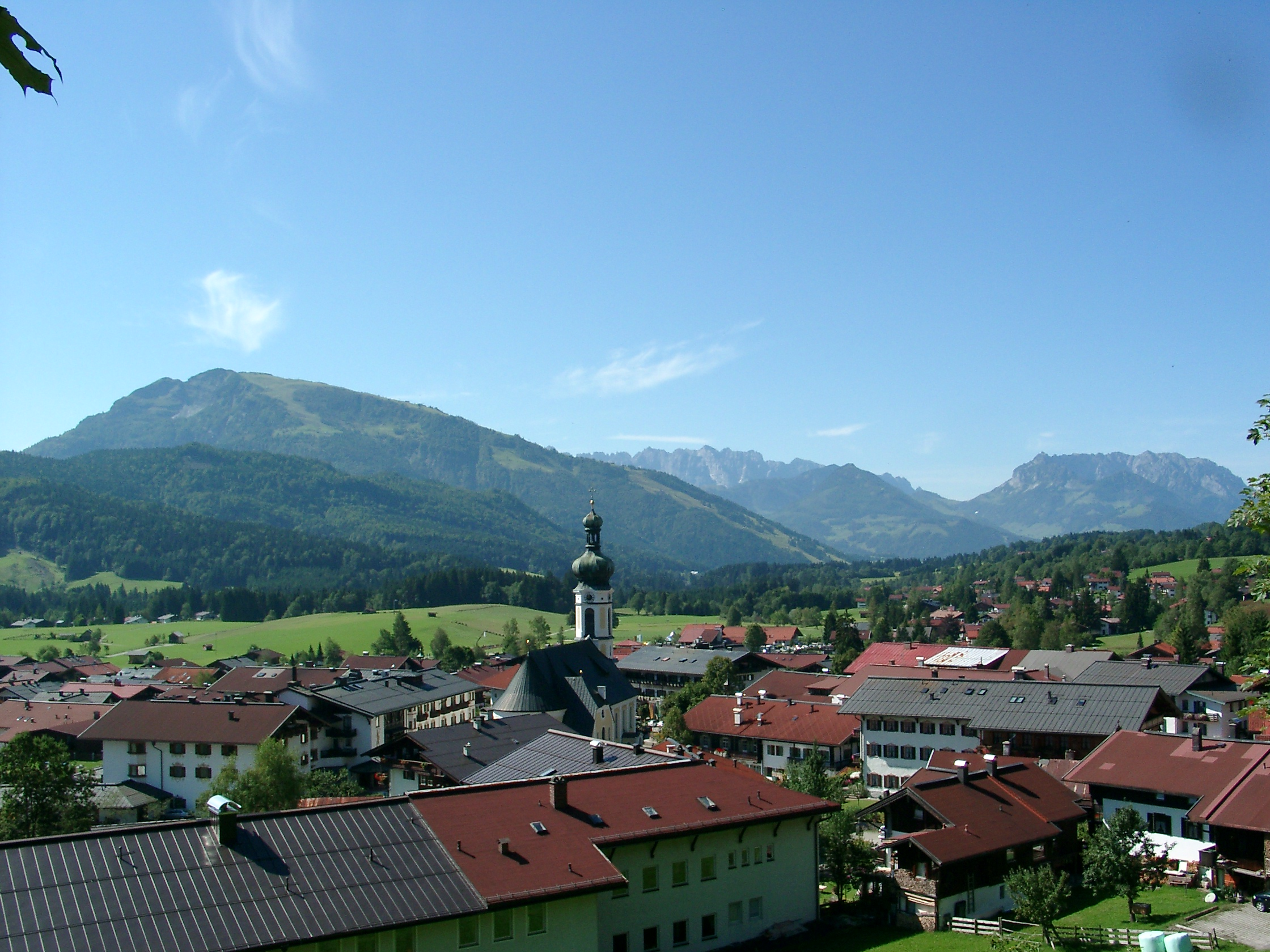
Reit im Winkl mit Unterberg, Wildem und Zahmem Kaiser

### Geografische Lage
Die Gemeinde liegt im Chiemgau, südlich des Chiemsees, und ist mit 696 m ü. NHN die höchstgelegene Gemeinde im Landkreis Traunstein.
Der Ort liegt in dem als Kaiserwinkl genannten nördlichen Abschnitt des Leukentales, ist im Süden, Osten und Norden von schützenden Randbergen umgeben und nur nach Westen zum Inntal hin offen. Die sich dort stauenden Wolken führen in Verbindung mit den für Bergtäler typischen Kaltluftseen im Winter zu häufigem Schneefall, so dass der Ort wegen seiner schneesicheren Lage auch als „Schneeloch“ bekannt ist. Im Vergleich mit anderen Wintersportgebieten, die auf ähnlicher Höhe liegen (700 m ü. NHN), fällt hier viel Schnee und er bleibt auch mit am längsten liegen.
Die Gemeinde gehört geologisch zu den Nördlichen Kalkalpen. Die Berge um den Ort sind Teil der Chiemgauer und somit der Bayerischen Alpen. Die höchste Erhebung auf dem Gemeindegebiet ist das Dürrnbachhorn (1776 m).

### Nachbargemeinden
Nachbargemeinden sind in Deutschland Unterwössen und Ruhpolding, in Österreich Kössen und Waidring (Tirol) und Unken (Salzburg).

### Gemeindegliederung
Es gibt neun Gemeindeteile (in Klammern ist der Siedlungstyp angegeben):
- Birnbach (Dorf)
- Blindau (Dorf)
- Entfelden (Dorf)
- Groissenbach (Dorf)
- Oberbichl (Dorf)
- Reit im Winkl (Pfarrdorf)
- Seegatterl (Dorf)
- Unterbichl (Dorf)
- Winklmoos-Alm (Dorf)

Daneben besteht der nicht amtlich benannte Gemeindeteil Maserer-Pass.
Es gibt die Gemarkungen Forst Reit im Winkl und Reit im Winkl.

### Gewässer
Im Ortsgebiet gibt es folgende Fließgewässer:
- Schwarzlofer
- Weißlofer
- Hausbach mit Hausbachfall
- Dosbach

Seen:
- Weitsee

## Geschichte

### Bis zur Gemeindegründung
Reit im Winkl soll von den Herren von Neuburg-Falkenstein gegründet und erstmals in einer Schenkungsurkunde aus dem Jahre 1160 genannt sein, wobei nach heutigem Stand der Forschung eine Ersterwähnung als „St. Pankraz am Eck“ um 1215 angenommen wird.
Der Ort änderte mehrmals seinen Namen, wobei der Bezug zum Winkel oder zur Entstehung durch Rodung immer bestehen blieb. Er gehörte seit 1275 zum Pflegegericht Marquartstein, Rentamt Burghausen im Herzogtum (später Kurfürstentum) Bayern und kirchenrechtlich zum Bistum Chiemsee.
Im Jahre 1505 wurde Reit im Winkl infolge des Landshuter Erbfolgekriegs als Grenzort zu Tirol festgelegt, die benachbarten, zuvor zu Bayern gehörenden Gerichte Kitzbühel, Kufstein und Rattenberg wurden Tirol zugeschlagen.
Reit im Winkl blieb von den kriegerischen Handlungen des Dreißigjährigen Krieges verschont, jedoch wurde durch herumziehende Personen die Pest ins Dorf gebracht. An dieses Ereignis erinnern drei damals gestiftete Pestsäulen.
1738 wurde in Reit im Winkl eine Volksschule in der Stube des Müllerbauern eingerichtet, die jedoch aufgrund des Einsatzes der Kinder bei den oft harten landwirtschaftlichen Arbeiten, der strengen Winter und des Desinteresses der Eltern anfangs wenig frequentiert wurde.
Im Jahre 1805 erfolgte, nach der 1803 durch den Reichsdeputationshauptschluss festgelegten Säkularisation, die Gründung der Pfarrei Reit im Winkl. Im Zuge der Verwaltungsreformen in Bayern entstand mit dem Gemeindeedikt von 1818 die heutige Gemeinde. Die Schreibweise der Gemeinde Reit im Winkl war bis 1952 Reit i. Winkl.

### 19. und 20. Jahrhundert
Im Jahr 1826 wurde in Reit im Winkl der letzte Wolf geschossen. Dies ist auch Anlass für die Gründung des ältesten Vereins am Ort, der Musikkapelle, die bei diesem Ereignis als Musik im Freudenzug von Seegatterl nach Reit im Winkl mit dem geschossenen Wolf das erste Mal genannt wird.
1842 wurde an der Grenze ein Zollamt eingerichtet. Dieses wurde, nach einer Auflösung im Zuge des Anschlusses Österreichs an das Deutsche Reich in den Jahren 1938 bis 1945, 1998 im Zuge des Beitritts Österreichs zum Schengener Abkommen aufgelöst. 1894 wurde eine Gendarmeriestation eingerichtet, die nach dem Zweiten Weltkrieg als Grenzpolizeistation bis 1995 bestand. 1861 kam Reit im Winkl zum königlich bayerischen Bezirksamt Traunstein. 1873 wurde die erste Postkutschen-Verbindung von Unterwössen nach Reit im Winkl eingerichtet, in Reit im Winkl entstand eine Postfiliale. Um 1875 wurden in ganz Bayern Freiwillige Feuerwehren gegründet, so auch 1879 in Reit im Winkl.
Mit dem Bau eines Wasserkraftwerks am Grünbühel hielt 1906 die Elektrizität Einzug in Reit im Winkl. 1911 wurde ein Krankenhaus, das heutige Senioren- und Pflegeheim, gegründet. 1923 wurde die Waldbahn Ruhpolding-Reit im Winkl eröffnet (Einstellung 1931), 1925 erfolgte die Aufnahme einer Kraftpostlinie von Marquartstein her, und 1937 wurde eine direkte Buslinie München-Reit im Winkl eingerichtet (Einstellung 1996). 1938 erfolgte der Anschluss Österreichs an das Deutsche Reich, die Grenze war somit bis 1945 aufgelöst.
Im Jahr 1941 wurde der erste Kindergarten von der Nationalsozialistischen Wohlfahrt gegründet.
Von Kriegshandlungen blieb Reit im Winkl im Zweiten Weltkrieg weitgehend verschont, lediglich in den letzten Kriegstagen zwischen dem 5. und 7. Mai 1945 gab es Gefechte in Seegatterl, am 8. Mai wurde der Ort an die Amerikaner übergeben, nachdem wenige Tage zuvor schon Amerikaner (sie hielten Reit im Winkl für Reith bei Kitzbühel) im Ort gewesen waren. Nach dem Zusammenbruch des Nazi-Regimes, dem Einmarsch der US-Amerikaner und der Neugründung des Freistaates Bayern blieb die Gemeinde Reit im Winkl identisch mit der Vorkriegsgemeinde. Die Einwohnerzahlen blieben wegen der nur kurzfristigen Einquartierungen eines Großteils der dem Ort zugewiesenen Heimatvertriebenen relativ konstant.
1953 entdeckte Pfarrer Wiesheu den Gletscherschliff am Wimmerkreuz, somit kann die geologische Vorgeschichte des Ortes beschrieben werden.

### Entwicklung des Tourismus
Den Anfang des Tourismus hat Reit im Winkl einem Besuch des Königs von Bayern, Maximilian II. im Zuge seiner Alpenreise im Jahr 1858 zu verdanken, es waren aber auch schon im 18. Jahrhundert einige Adlige aus Norddeutschland zur Sommerfrische in Reit im Winkl. In der Folge des königlichen Besuchs 1858 kamen in der letzten Hälfte des 19. Jahrhunderts immer mehr Adlige, Schriftsteller und andere Persönlichkeiten des öffentlichen Lebens nach Reit im Winkl.
Um den Tourismus in geordnete Bahnen zu bringen und zu fördern wurde 1896 der Verschönerungsverein (heute Verkehrsverein) gegründet. Ein Anliegen dieses Vereins war auch der Bau einer Eisenbahnlinie nach Reit im Winkl, das 1923 mit der Eröffnung der Waldbahn von Ruhpolding nach Reit im Winkl seine Erfüllung fand. Im Jahre 1904 wurden erste Vorschriften zur Ortsverschönerung beschlossen.
Während der NS-Herrschaft profitierte auch Reit im Winkl von den Reisen der KdF-Bewegung.
Nach dem Zweiten Weltkrieg erlebte Reit im Winkl einen Tourismus-Boom. Zu diesem trugen auch sportliche Wettbewerbe und deren Berichterstattung in den Medien bei, so zählte man etwa bei den Deutschen Nordischen Skimeisterschaften im Februar 1950 rund 17.000 Besucher. Verschiedene prominente Politiker besuchten in den 1950er Jahren den Ort, unter anderem Ernst Reuter und Bundespräsident Theodor Heuss.
Neue Konkurrenz bekam der Tourismus im Laufe der 1960er Jahre durch die beliebter werdenden Reisen in den Mittelmeerraum.
1973 wurde das Skigebiet Winklmoos-Steinplatte eröffnet. Nach dem Mauerfall 1989 erfolgte ein kurzer Boom, da nun wieder Gäste aus Sachsen und Thüringen in ihre schon vor dem Krieg besuchten Ferienorte in den Alpen reisen konnten. Sie konnten jedoch nur kurzfristig den Rückgang der Übernachtungen kompensieren, die Gästezahlen nahmen ab Mitte der 1990er Jahre bis 2007  ab. Erst ab dem Jahr 2008 stiegen die Gästezahlen wieder deutlich an und erreichten neue Höchststände.
Seit 1956 ist der Ort Luftkurort. Dadurch konnte man weitere Gäste in den Ort bringen. Seit 1953 wird von den hier weilenden Gästen eine Kurtaxe erhoben.

### Fremdenverkehrsstatistik
Im Folgenden sollen einige Zahlen aus der Fremdenverkehrsstatistik zitiert werden.
| Jahr    | Gästezahl | Übernachtungen |
| ------- | --------- | -------------- |
| 1924/25 | 2.779     | 6.404          |
| 1934/35 | 11.858    | 104.249        |
| 1945/46 | 5.159     | 45.652         |
| 1954/55 | 25.428    | 228.548        |
| 1969/70 | 48.614    | 486.584        |
| 1979/80 | 68.645    | 648.505        |
| 1984/85 | 66.910    | 640.507        |
| 1990/91 | 98.842    | 879.785        |
| 1992/93 | 98.562    | 897.835        |
| 1997/98 | 86.830    | 762.274        |
| 2006    | 77.030    | 581.229        |
| 2007    | 73.630    | 522.263        |
| 2009    | 81.450    | 539.374        |
| 2011    | 87.397    | 542.211        |
| 2013    | 97.346    | 562.597        |
| 2015    | 104.207   | 546.459        |
| 2016    | 108.750   | 568.495        |
| 2017    | 113.096   | 581.617        |
| 2018    | 118.161   | 594.638        |
| 2019    | 116.759   | 590.818        |
| 2020    | 105.905   | 561.752        |
| 2021    | 72.512    | 380.738        |
| 2022    | 115.853   | 568.155        |

### Schell-Unter-Sage

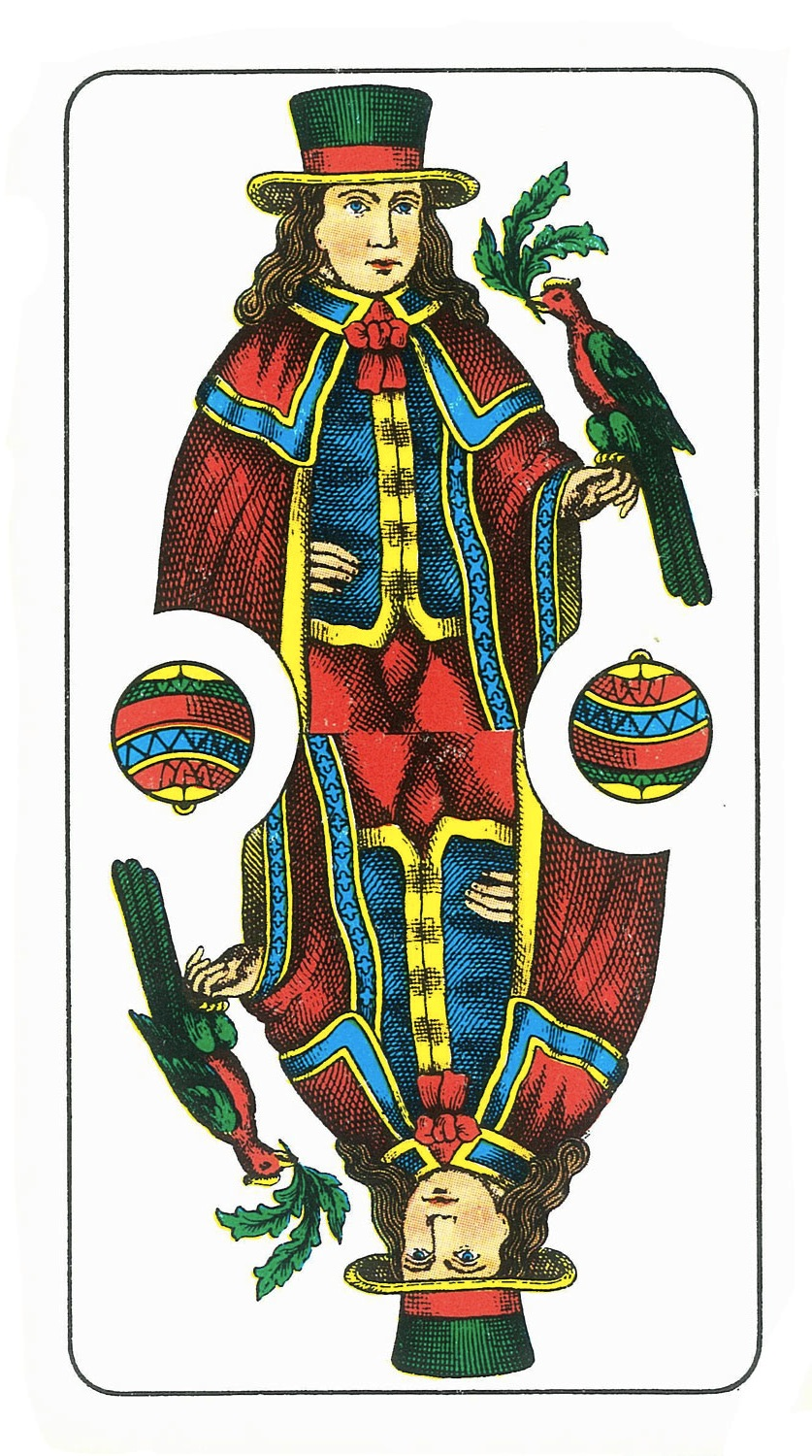
Schell Unter

Der Sage nach soll bei der Neuverteilung der Länder Europas nach den Wirren der napoleonischen Kriege im Wiener Kongress 1815 Reit im Winkl aufgrund der abgeschiedenen Lage vergessen worden sein. Damit um diesen kleinen Flecken in den Alpen kein neuer Krieg gefochten werden musste, wurde zwischen den Landesherren von Bayern, Salzburg und Tirol vereinbart, darum Karten zu spielen. Bei diesem Spiel nun soll der bayerische Herrscher den letzten und entscheidenden Stich mit dem Schellunter gemacht haben und Reit im Winkl für Bayern gewonnen haben. Seit diesem Zeitpunkt ist der Schellunter das heimliche Wappen des Ortes. Noch heute nutzen es Gebirgsschützen und Trachtenverein als Erkennungszeichen. Auch die „Musterer“ nutzten es als Erkennungszeichen (eine Schellunter-Karte auf dem Hut), um sich von den Burschen aus den anderen Dörfern zu unterscheiden.
An der Richtigkeit dieser Sage kann aber mit triftigem Grund gezweifelt werden, sie ist wohl eher als eine Anekdote zu werten. Auch die Einordnung in die Zeit des Wiener Kongresses ist wohl falsch, da damals Salzburg keine eigene Landesherrschaft mehr war. Die Darstellung der Sage auf dem Wagen des Trachtenvereins, der auf Festumzügen mitgeführt wird, lässt eher auf die Zeit um 1777 schließen, also die Zeit des Bayerischen Erbfolgekrieges, in der Bayern auch das Innviertel an Österreich abgeben musste.

### Eingemeindungen
Reit im Winkl hatte im Zuge der Gebietsreform aufgrund der abgeschlossenen Tallage keine Eingemeindungen. Es kamen lediglich einige gemeindefreie Gebiete hinzu, die vom Gemeindegebiet umschlossen waren.

### Einwohnerentwicklung
Zwischen 1988 und 2019 sank die Einwohnerzahl der Gemeinde von 2705 auf 2358 um 347 Einwohner bzw. um 12,8 %.
In der Tabelle wurden einige Daten zusammengestellt:
| 1691 bis 1900 - 1691: 600 - 1803: 766 - 1840: 815 - 1870: 824 - 1900: 1011 | 1933 bis 1970 - 1933: 1539 - 1939: 1657 - 1946: 2548 - 1950: 2386 - 1970: 2392 | 1987 bis 2005 - 1987: 2632 - 1991: 2856 - 1995: 2811 - 2000: 2683 - 2005: 2458 | ab 2010 - 2010: 2345 - 2015: 2361 - 2017: 2381 - 2019: 2358 |

Reit im Winkl ist auch als Zweitwohnsitz beliebt. Die Zahl der Zweitwohnsitzinhaber stieg seit 1967 mit 262 über 1980 mit 705 bis 1995 auf rund 900 Personen. Durch die Einführung einer Satzung nach § 22 BauGB konnte hier entgegengewirkt werden und die Anzahl fiel auf 635 (Stand 31. Dezember 2019). Die Gemeinde Reit im Winkl erhebt eine Zweitwohnsitzsteuer.

## Politik
Die Gemeindesteuereinnahmen betrugen im Jahr 2009 1.999.000 Euro, davon betrugen die Gewerbesteuereinnahmen (netto) 367.000 Euro. Im Jahr 2019 betrugen diese über 3.925.000 und die Gewerbesteuer erhöhte sich auf 1.458.600 Euro.

### Bürgermeister
Bürgermeister ist Matthias Schlechter (CSU), sein Stellvertreter Maximilian Weiß (Freie Wähler). Seine Vorgänger (seit 1945) waren:
- 1945–1966: Karl Stumbeck
- 1966–1978: Andreas Hagl
- 1978–1990: Jakob Strobl
- 1990–2002: Franz Klauser
- 2002–2008: Fritz Schmuck
- 2008–2020: Josef Heigenhauser

### Gemeinderat
Die Gemeinderatswahlen seit 2014 ergaben folgende Stimmenanteile und Sitzverteilungen:
| Partei/Liste | 2020  | 2014  |
| Partei/Liste | Sitze | Sitze |
| ------------ | ----- | ----- |
| CSU          | 7     | 6     |
| Freie Wähler | 7     | 8     |

### Wappen und Flagge
| Wappen Gde. Reit im Winkl | Blasonierung: „In Grün eine eingeschweifte, gekürzte goldene Spitze, darin ein rot bewehrter schwarzer Adler; vorne ein gestümmelter, brennender silberner Ast, hinten ein silbernes Rodungsbeil (Sapie) mit blauem Blatt.“ |
| Wappen Gde. Reit im Winkl | Wappenbegründung: Das Wappen aus dem Jahre 1950 zeigt den Adler auf gelben Grund des Bistums Chiemsee, zu dem Reit im Winkl von 1275 bis zu dessen Überführung in das Bistum Freising 1804 gehörte. Die nach oben spitz zulaufende Form des gelben Grundes symbolisiert die Lage der Gemeinde im Winkel zwischen Salzburg und Tirol. Der brennende Ast und der Sapie (ein Werkzeug zum Holzrücken) sind eine Anspielung auf die Entstehung der Gemeinde durch Rodung (Reit kommt vom Wort roden) im 11. und 12. Jahrhundert. Das Wappen von 1929 zeigte die örtliche Kriegerkapelle in blau auf einem grünen Hügel. Da sich dieses Wappen nie richtig durchsetzte und außerdem unheraldisch war und es an einer geschichtlichen Grundlage mangelte, betrieb das Hauptstaatsarchiv seit 1949 die Einführung eines neuen Wappens. |

Die Gemeindeflagge trägt die Farbenfolge grün-weiß-blau. Dies stellt eine Ausnahme in der Farbgebung dar, da hier die heraldische Farbgebung des alten Wappens von 1929 benutzt wurde. Da die Flaggen grün-weiß-blau für die Nordische Skimeisterschaft 1950 aber bereits vorläufig genehmigt und angeschafft wurden, genehmigte man 1953 dann ausnahmsweise eine von der Wappenfarbe abweichende Farbgebung für die Fahne. Optional kann im Oberteil auch das Gemeindewappen mit eingebaut werden.

### Partnerschaften und Patenschaften
Eine Gemeindepartnerschaft im eigentlichen Sinn gibt es nicht, es besteht jedoch seit etwa 50 Jahren ein Austausch mit der Gemeinde Hagnau am Bodensee, der vor allem von der Musikkapelle aufrechterhalten wird.
Seit 1993 besteht außerdem eine Patenschaft der Gemeinde über die 2. Kompanie des Gebirgsjägerbataillons 231 in Bad Reichenhall. Diese führt (das letzte Mal 2004) aus diesem Grund die feierliche Vereidigung der Wehrdienstleistenden in Reit im Winkl durch.

## Religionen
Die Gemeinde ist überwiegend katholisch, wobei durch Zuzug der Anteil Evangelischer nach 1945 ständig zunahm. Seit 1936 hat Reit im Winkl auch eine evangelisch-lutherische Kirche, das Bergkirchlein an der Birnbacher Straße.
Das evangelisch-lutherische Pfarramt befindet sich in Ruhpolding.

### Katholische Pfarrgemeinde

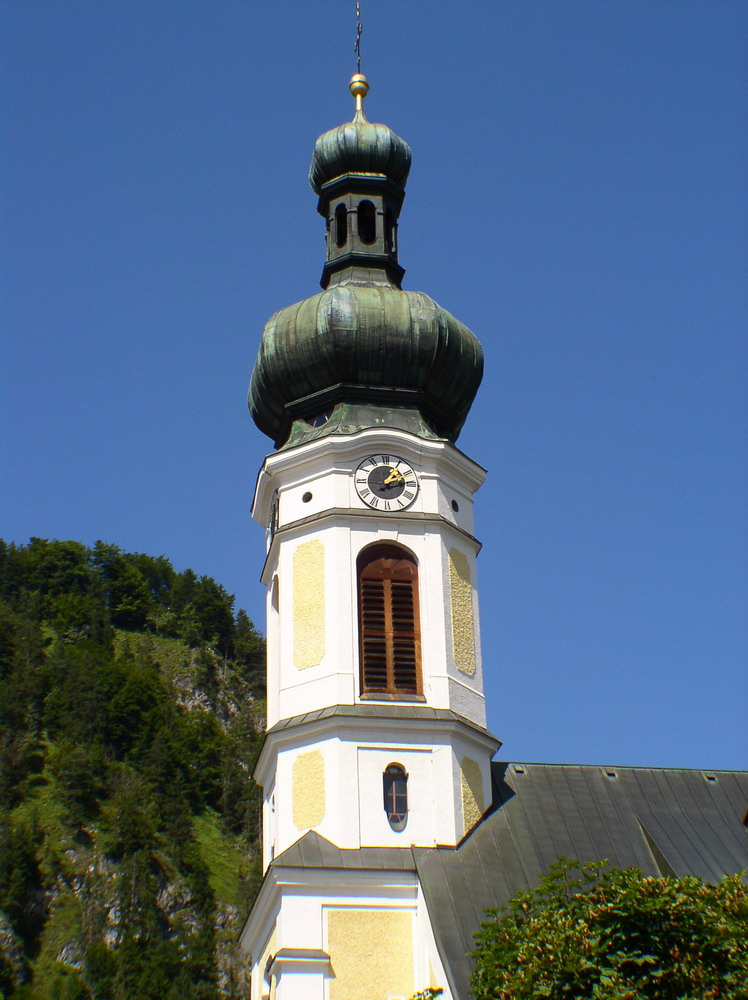
Pfarrkirche St. Pankratius

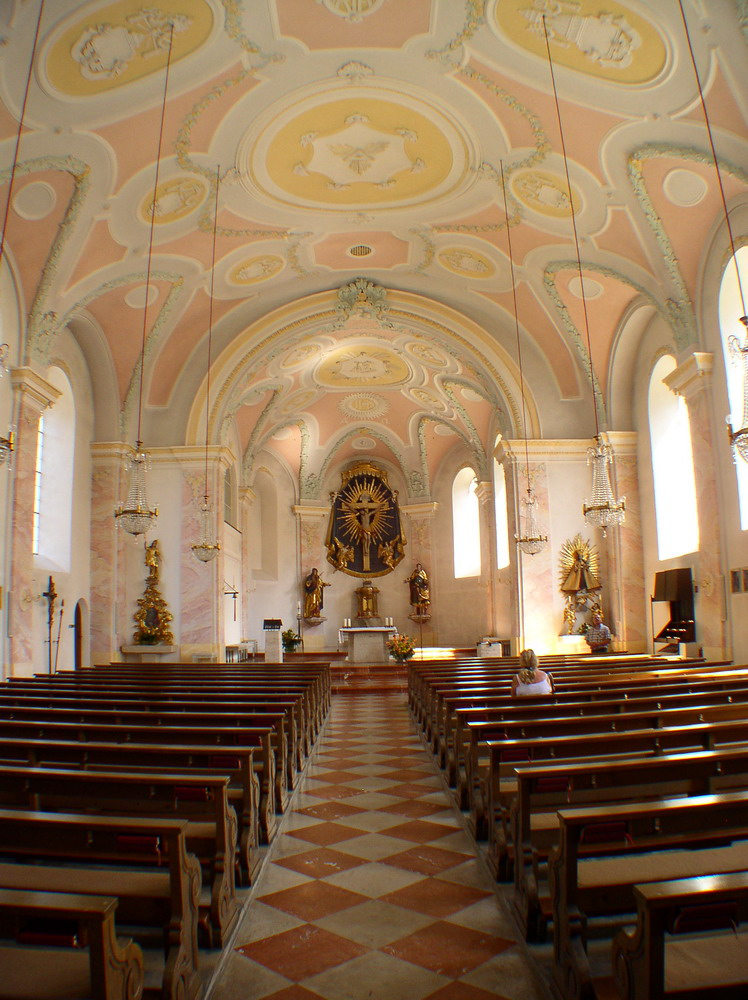
Innenraum der Pfarrkirche St. Pankratius

Das Herz der Pfarrei ist die Pfarrkirche St. Pankratius. Sie befindet sich in der Ortsmitte am Kirchplatz. Weiters gehört zur Pfarrei noch die Kirche St. Johann im Gebirg in Winklmoos.
In Reit im Winkl befindet sich das katholische Pfarramt gleich hinter der Kirche im Pfarrhof, der auch Wohnhaus des Pfarrers ist und gleichzeitig das Pfarrzentrum mit Pfarrsaal darstellt. In ihm befindet sich auch der Pfarrsaal, der vor allem für kleinere Veranstaltungen benutzt wird.
Bevor die katholische Pfarrei St. Pankratius in Reit im Winkl im Jahre 1805 gegründet wurde, gehörte Reit im Winkl zur Pfarrgemeinde Kirchdorf in Tirol (Bistum Chiemsee). Ebenfalls seit 1803 gehört die Pfarrei zum zur Erzdiözese erhobenen Bistum München und Freising.
Verwaltungsmäßig gehört die Pfarrei Reit im Winkl heute zum Dekanat Traunstein im Erzbistum München und Freising. Mit der Amtseinführung von Herrn Pfarrer Martin Strasser im Dezember 2013 wurde eine Neugestaltung der Pfarrverwaltung in Form eines Pfarrverbands organisiert, der aus den Gemeinden Reit im Winkl, Unterwössen, Oberwössen und Schleching besteht. Um diese Herausforderung auch personell stemmen zu können, standen dem Verbandspfarrer die beiden Diakone Erik Oberhorner und Klaus Mühlberger, die allerdings hauptamtlich einem Zivilberuf nachgehen, die Ruhestandspriester Josef Kreuzpointner und Paul Voggenauer sowie der aus Indien stammende Pater Jim John Vadakkumparambil O‘Carm zur Seite. Sie sind für den gesamten Verbund zuständig. Im Rahmen eines großen Festgottesdienstes am 5. Januar 2014 mussten die o. g. Priester und Diakone öffentlich erklären, die Bereitschaft für das Amt zu übernehmen, und wurden offiziell durch den Dekan Georg Lindl in der Pankratius-Kirche eingeführt. Der Pfarrverband Oberes Achental umfasst seither die Pfarrgemeinden Reit im Winkl, Unterwössen, Oberwössen und Schleching.

#### Pfarrer der Pfarrei
- Valentin Ponschab (1805–1813; seit 1803 Vikar)
- Ernst Liberat Prummer (1813–1827)
- Josef Aaron Kurz (1827–1831)
- Kajetan von Rogenhofer (1831–1837)
- Joseph Winkler (1837)
- Anton Dötzkirchner (1837–1883)
- Albert Lindemann (1889–1890)
- Johann Küblbeck (1891–1901)
- Johann Genghammer (1901–1932)
- Johannes Wiesheu (1932–1958)
- Andreas Gruber (1958–1968)
- Edmund Bargon (1968–1998)
- Josef Preis (1998–2000)
- Johann Spiolek (2001–2013)
- Martin Strasser (seit 1. Dezember 2013)

#### Kirchen und Kapellen der Pfarrei

##### Katholische Pfarrkirche St. Pankratius
Im Jahre 1393 wird die dortmals erste urkundlich genannte Kirche (St. Pankratius) zusammen mit anderen Kirchen (Kirchdorf, Schwendt, Kössen) geweiht.
Die heutige unter Denkmalschutz stehende katholische Pfarrkirche St. Pankratius wurde 1911/13 nach einem Entwurf des Münchner Architekten Joseph Elsner senior errichtet. Der Neubau war nötig, da damals nur eine Kirche mit Notdach vorhanden war (Folgen eines Brandes von 1894). Deshalb wurde ein Kirchenbauverein gegründet, der es sich zur Aufgabe machte, einen neuen Kirchenbau zu finanzieren.
Die Kirche wurde im Innenraum mehrere Male renoviert (in den 1962/63, 1975/76, 1992/93) bevor sie nun die heutige Innengestalt erhielt. 2000 wurde auch die Orgel renoviert. Die ursprüngliche Orgel geht auf die Fa. Steinmeyer zurück, wurde aber nach dem Zweiten Weltkrieg elektrifiziert und in ein neues neobarockes Gesicht gehüllt.

##### St. Johann im Gebirg
Im Gemeindeteil Winklmoos befindet sich die in den 1960er Jahren erbaute Kirche St. Johann im Gebirg.

##### Kapellen
In Reit im Winkl gibt es auch zahlreiche Kapellen:
- Kronbichlerkapelle in Oberbichl; älteste Kapelle mit Fresken aus dem Jahre 1694
- Eckkapelle (1710)
- Entfeldener Kapelle
- Blindauer Kapelle
- Kapelle Mariä Himmelfahrt in Winklmoos
- Anna-Kapelle auf der Hemmersuppen-Alm
- Kriegergedächtniskapelle, erbaut nach Plänen von Bruno Biehler

## Wirtschaft und Infrastruktur

### Wirtschaft
2009 gab es nach der amtlichen Statistik im produzierenden Gewerbe 213 und im Bereich Handel, Verkehr und Gastgewerbe 482 sowie 119 im Bereich Öffentliche und private Dienstleister sozialversicherungspflichtig Beschäftigte am Arbeitsort. Sozialversicherungspflichtig Beschäftigte am Wohnort gab es im Jahr 2009 708, bis in das Jahr 2019 erhöhten sich diese um 31,2 % auf 929. Im verarbeitenden Gewerbe gab es einen, im Bauhauptgewerbe vier Betriebe. Zudem bestanden im Jahr 2009 37 landwirtschaftliche Betriebe, die landwirtschaftlich genutzte Fläche betrug 792 Hektar, davon waren 792 Hektar Dauergrünfläche.
Der Tourismus ist der Haupterwerbszweig am Ort. Mehr als 80 % der arbeitenden Bevölkerung lebt von ihm. Es gibt über 400 Betriebe mit 4678 Gästebetten (Stand 31. Dezember 2019) in der Gemeinde. Zu Reit im Winkl gehört die Winklmoos-Alm, die zusammen mit dem österreichischen Skigebiet auf der Steinplatte als beliebtes Wandergebiet und Ski- und Langlaufzentrum gilt. Im Ort und auf der Hemmersuppenalm entstanden seit 2009 Premiumwege, die nach den Standards des Deutschen Wanderinstituts klassifiziert sind. Darunter auch der 1. Deutsche Premiumwinterwanderweg der an der Hindenburghütte startet.
An Gewerbebetrieben sind in Reit im Winkl hauptsächlich das Bauhandwerk, der Handel und tourismusintensive Betriebe aus der Gastronomie bzw. Hotellerie vertreten. Mit der Firma Halton ist ein weltweit tätiger Spezialist für Lüftungssysteme der größte Arbeitgeber im Ort.
Der Zuzug großer Discount-Unternehmen konnte, im Gegensatz zu anderen Orten im Landkreis, weitgehend verhindert werden. Dadurch ist das Ortszentrum sehr belebt und weist wenig Leerstand auf.
In Reit im Winkl wurde im Jahr 2000 eine Biomasse-Fernwärmeversorgung eingerichtet, die es sich zum Ziel gemacht hat, alle (erreichbaren) Anwesen mit CO2-neutraler Wärme (durch die Verbrennung von Holz-Hackschnitzel erhitztes Wasser) zu versorgen. Für das Bemühen um den Umweltschutz wurde die Gemeinde Reit im Winkl als „Gemeinde der Zukunft“ und mit weiteren Umweltpreisen ausgezeichnet. Zum 1. Januar 2008 sind etwa 317 Anschlussnehmer am rund 21 Kilometer langen Leitungsnetz zu verzeichnen. Durch das Hackschnitzelwerk werden derzeit etwa 2,6 Millionen Liter Heizöl jährlich ersetzt. Das entspricht zwei Dritteln des örtlichen Energiebedarfs und reduziert die Schadstoffbelastung um 90 %. Durch die Naturwärme GmbH & Co. KG kann das Prädikat Luftkurort für Reit im Winkl langfristig gesichert werden. Als Bürgerwerk steht die Anlage deutschlandweit als einzigartig da, sind doch von den über 90 Gesellschaftern – außer von dem 20%igen Anteil der Gemeinde, 4,5 % E.ON und drei weiteren – alle aus Reit im Winkl. Eine Pionierleistung stellt das Biomasseheizwerk auch insofern dar, weil es bisher als einziges in Deutschland fast eine gesamte Gemeinde in der Fläche abdeckt und zu dem nicht, wie anderenorts, nur Neubaugebiete mit erneuerbaren Energien versorgt.
Entwicklung:
| Zeitraum      | angeschlossene Häuser |
| ------------- | --------------------- |
| Januar 2008   | 317                   |
| August 2013   | 437                   |
| Dezember 2014 | 490                   |
| Dezember 2019 | 526                   |

### Verkehr
Die nächstliegenden Autobahnen sind die Bundesautobahn 8 zwischen Salzburg (Österreich) und München und die Bundesautobahn 93 Rosenheim–Kiefersfelden (Inntalautobahn). Man erreicht Reit im Winkl über die Abfahrten Bernau (aus Richtung Westen, München) über den Maserer-Pass oder Siegsdorf (aus Richtung Osten, Salzburg) (jeweils A 8) sowie Oberaudorf (A 93).
Die nächsten Flughäfen sind in München (ca. 140 km) und Salzburg (ca. 70 km).
Bahnstationen liegen in Bernau am Chiemsee, Übersee (Chiemgau) und Prien am Chiemsee an der Hauptstrecke München–Salzburg. Ebenso in Ruhpolding, hier endet stündlich die Regionalbahn von Traunstein. Es fahren folgende Buslinien nach Reit im Winkl:
- ab Bahnhof Übersee RVO-Bus 9509 über Marquartstein oder
- ab Bahnhof Prien RVO-Bus 9505

Reit im Winkl liegt an der Deutschen Alpenstraße (B 305). Reit im Winkl ist Grenzort zu Österreich.
In den 1920er Jahren war Reit im Winkl auch über die Waldbahn aus Ruhpolding zu erreichen. Die Schmalspurbahn wurde aufgrund der hohen Instandhaltungskosten und mehrerer Unglücke 1931 eingestellt.
Eine gemeindeeigene, 1954 eröffnete Mautstraße führt zum Ortsteil Winklmoos-Alm. Diese Straße ist nur im Sommer per PKW allgemein befahrbar, im Winter nur mit Ausnahmegenehmigung.

### Bildungseinrichtungen
In Reit im Winkl gibt es eine Grundschule, Hauptschüler müssen nach Unterwössen beziehungsweise Grassau (Mittlere-Reife-Zug) fahren.
Eine Realschule (Achental-Realschule) und ein Gymnasium (Staatliches Landschulheim) gibt es in Marquartstein, Berufsschulen und Berufsoberschule/Fachoberschule befinden sich in Traunstein.
Die Volkshochschule Traunstein hält in Reit im Winkl diverse Kurse ab.

### Ämter
In Reit im Winkl gibt es das Rathaus mit allen notwendigen Einrichtungen (Standesamt, Einwohnermeldeamt, Bauamt, Kämmerei, Steueramt und Kasse etc.).

### Freizeit- und Sportanlagen

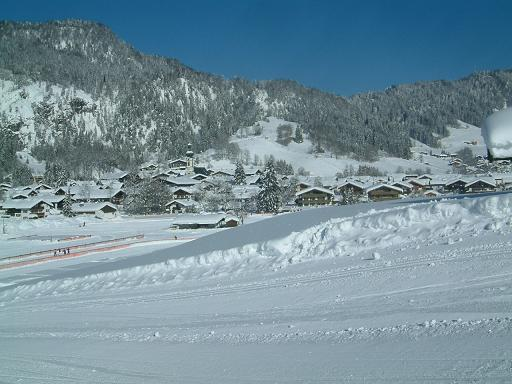
Reit im Winkl im Winter

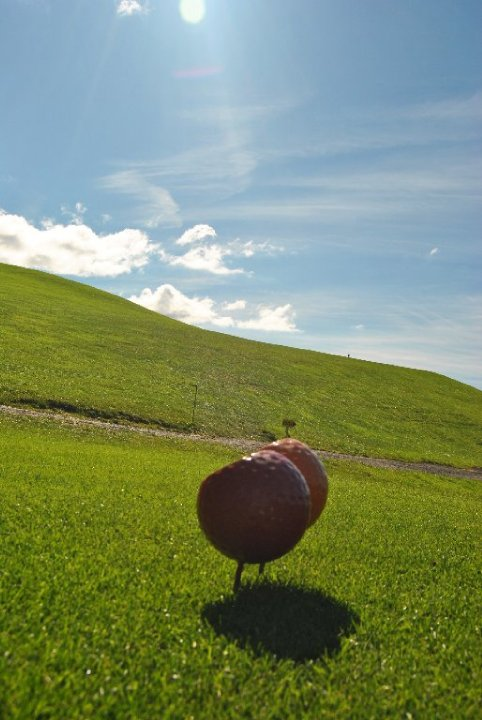
Der grenzüberschreitende Golfplatz in Birnbach/Oberbichl

In Reit im Winkl befinden sich mehrere Freizeiteinrichtungen.
Zu nennen sind:
- der Hausbachfallklettersteig[17]
- das beschilderte Wanderwegenetz mit den Premiumwanderwegen (Zertifiziert durch das „Deutsche Wanderinstitut e. V.“ in Marburg)
- die Gemeindebücherei im Rathaus
- der Barfußweg mit Kneippanlage (seit 2007)
- der Kinderwagenweg und Spieleweg (seit 2008)
- das Freibad mit einer 105 Meter langen Wasserrutsche und Beach-Volleyball
- das Hallenbad Schwimmstadel (Sauna wurde abgebaut) – inzwischen geschlossen
- das Langlaufstadion mit Skating und klassischen Loipen mit einer Länge von 80 Kilometern (Loipenbeschneiung mit Schneedepot)
- diverse Winterrodelbahnen, unter anderem die mit vier Kilometern längste Rodelbahn Deutschlands von der Hindenburghütte zum Ortsteil Blindau
- die Benzecklifte im Ortsteil Blindau mit Kunstschneeunterstützung
- die Snowtubeanlage
- die Ski- und Snowboardschulen
- das Skimuseum (mit Deutschlands größtem Fundus)
- das Heimatmuseum
- das Mineralienmuseum
- das Sakralmuseum im Kirchenspeicher
- die Skiliftanlagen auf der Winklmoos-Alm
- die historische Bergsesselbahn auf der Winklmoos-Alm zum Dürrnbachhorn (nur im Sommer)
- ein ausgedehntes Netz an Nordic-Walking-Strecken
- die Tennishalle und Freiplätze
- das grenzüberschreitende Forststraßennetz dient den Mountenbikern und E-Bikern als riesiges Radwegenetz
- der grenzüberschreitende Golfplatz (Bayern-Tirol) im Ortsteil Birnbach
- die Indoor Golf-Anlage in der Tennishalle (nur in den Wintermonaten)
- der Minigolfplatz (18 Loch) mit Tischtennis und Pit-Pat-Anlage
- der Gletschergarten
- die Kunststoff-Eisstockbahn am Freibad (seit 2016)
- der erste Sternenpark der Alpen auf der Winklmoos-Alm (seit 2018)

Weiters werden von Vermietern noch hauseigene Hallenbäder, Saunen, Fitnessräume und anderes angeboten.

## Kultur und Sehenswürdigkeiten

### Theater
An Theatervorführungen ist das Bauerntheater, eine Laienbühne, zu nennen. Es gibt in der Saison wöchentlich Vorführungen für Gäste, vor allem traditionelle Komödien. Jährlich gibt es drei Premierenstücke. Zu besonderen Anlässen werden jedoch auch (insbesondere für die Einheimischen) anspruchsvollere oder auf die Situation geschriebene Theaterstücke (wie z. B. bei Vereinsjubiläen o. ä.; bisher „Wildererblut“ 1999 und „Der Geisterbräu“ 2007) aufgeführt.

### Museen
- Ein Museum in Reit im Winkl ist das Heimatmuseum „Hausenhäusl“ an der Weitseestraße. Hier wird ein Einblick in die bäuerliche Arbeits- und Lebenswelt gewährt, die Jahrhunderte in Reit im Winkl vorherrschte.
- Weiters gibt es das Skimuseum im Schulhaus, das eine der größten Sammlungen von Skiern beheimatet, angefangen von den Ursprüngen bis hin zu modernen Rennskiern, die von Spitzensportlern dem Museum überlassen wurden. Auch die Entwicklung des Skisports und der Technik wird gezeigt.
- Im östlichen Teil des Freibadgebäudes befindet sich das kleine Mineralienmuseum.
- Im Dachboden der Pfarrkirche befindet sich das Sakralmuseum unter Leitung des früheren Pfarrmesners Georg Beilhack.

### Bauwerke
Zu den bedeutenden Bauwerken zählen die Kirche St. Pankratius aus den Jahren 1912/13, die Kapelle in den Ortsteilen Blindau, Oberbichl und Entfelden, die Eckkapelle am alten Weg nach Marquartstein, das evangelische Bergkirchlein und die Kirche St. Johann im Gebirg in Winklmoos. Aufgrund der Bauwut und des mangelnden Denkmalschutzes in den 1950er und 1960er Jahren wurden viele alte Bauernhäuser im Ortskern abgerissen und durch neue Gebäude ersetzt. Als gut erhaltenes Bauernhaus im Kern ist das Foidlmoar-Anwesen zu nennen.

### Brauchtum und Veranstaltungen
Die Gestaltung des Jahreslaufs in Reit im Winkl ist vielfältig. Die regelmäßig wiederkehrenden Termine sind:
- Musiball der Musikkapelle am Faschingssamstag
- Faschingszug im Dorf mit Faschingsschispringen an der Wirtsleiten am Faschingsdienstag
- Palmweihe am Palmsonntag
- Osterfeuer am Ostersonntag
- Maibaumaufstellen (alle fünf bis sechs Jahre) am 1. Mai
- Bittgänge nach Oberbichl, Entfelden und Blindau an den letzten drei Tagen im Mai
- diverse Maiandachten
- Fronleichnamsprozession
- Preisplatteln und Dirndldrahn am Wochenende vor/nach Jockersen (Namenstag von St. Jakob am 25. Juli)
- Jockersengehen der Handwerker am 25. Juli
- Abwechselnd alle zwei Jahre das Waldfest der Musikkapelle (Mitte Juli) und das Blindauer Dorffest (Mitte August)
- Almkirtag an Mariä Himmelfahrt (15. August) in Winklmoos mit Kräuterweihe
- Wallfahrt nach Maria Kirchental am Samstag vor Erntedank
- Erntedankprozession
- Wallfahrt nach Maria Klobenstein am letzten Samstag im Oktober
- Gedenkfeier für die Opfer von Krieg und Vertreibung an der Kriegerkapelle am Volkstrauertag
- Alljährliches Kramperltreffen der Maserer-Pass mit anderen Kramperl- oder Perchtengruppen
- Anklöpfeln an den ersten drei Donnerstagen im Advent
- Weihnachtsblasen auf dem Balkon des Gasthofs zur Post am Heiligen Abend

### Gedenkstein Dr. Eduard Hamm
- Eduard Hamm (1879–1944), Jurist und Politiker in der Weimarer Republik (DDP), lebte von 1933 bis zu seiner Verhaftung im Rahmen der Ermittlungen zum Stauffenberg-Attentat am 20. Juli 1944 mit seiner Familie in Oberbichl im „Boar-Hof“.[18] Er starb kurz nach seiner Festnahme und den Verhören in der Untersuchungshaft in Berlin.

### Stolperstein
Als Erinnerung an die Ermordung von Frau Therese Mühlberger (* 1898 - † 1940) im Rahmen des NS-„Euthanasie“-Programms wurde am 26. September 2020 nach einer Gedenkveranstaltung im Festsaal Reit im Winkl ein Stolperstein am Gebäudezugang Weitseestraße 15, dem letzten Wohnort, verlegt. Jahrelange Recherchen und Bemühungen der Enkelin Helene Leitner führten zu dem würdigen Abschluss.
Therese Mühlberger wurde am 18. Juni 1898 in Unterwössen-Stückelmühle geboren und zog 1902 mit ihrer verwitweten Mutter und 4 Geschwistern nach Reit im Winkl in das kleine Gehöft „Moarhaus“. Bereits im Alter von 14 Jahren arbeitete sie im Reit im Winkler Krankenhaus als Hausmädchen. Danach folgte eine Ausbildung in München, mit der sie Krankenschwester und Hebamme wurde. Zurück in Reit im Winkl, half sie seit Beginn der 1920er Jahre bei Hausgeburten den Kindern auf die Welt. Seit 1925 verheiratet, gründete sie mit ihrem Mann, dem Wimmer Steff, eine Familie, die beiden bauten ein Haus. Im Alter von 35 Jahren wurde sie aufgrund einer unheilbaren demenziellen Krankheit in die Heil- und Pflegeanstalt nach Gabersee bei Wasserburg eingewiesen. Im Rahmen der „Aktion T4“ der Nationalsozialisten deportierte man sie mit 120 weiteren Patientinnen und Patienten am 7. November 1940 in die Tötungsanstalt Hartheim bei Linz und ermordete sie dort in einer Gaskammer. Die Familie erhielt zunächst Nachricht über die Verlegung Thereses in eine andere Anstalt. Nur kurze Zeit später meldete ein weiterer Brief ihren plötzlichen Tod an einer Lungenentzündung. Todestag und Todesursache waren gefälscht. Die Familie erhielt eine Urne mit Asche, die angeblich von der Verstorbenen stammte. Diese Urne wurde am Tag der Beerdigung in einen schwarzen Sarg gestellt, der mit einem Leichenzug vom Wohnhaus zum Friedhof getragen wurde. So mussten die 14-jährige Tochter und der Ehemann Abschied nehmen.
Die o. g. Gedenkveranstaltung wurde im Wesentlichen getragen von vier Vorträgen: Helene Leitner über den Lebenslauf von Therese Mühlberger; Dr. Sibylle von Tiedemann (Historikerin) über Berichte aus Krankenhausarchiven und Grundüberlegungen des NS-Regimes; Matthias Schlechter (1. Bürgermeister) über Bezug zu Reit im Winkl; Dr. Michael Rentrop (Chefarzt Inn-Salzach-Klinikum Wasserburg) über Grundüberlegungen in den Krankenhäusern damals und heute.
Diese Stolpersteinverlegung war die erste Verlegung in ganz Süd-Ostbayern. Die Einarbeitung in das vorhandene Kopfsteinpflaster wurde durch den Künstler Gunter Demnig vorgenommen. Grundsätzlich werden die aus Beton gefertigten Würfel (ca. 10 × 10 cm²) mit einer gravierten Messingkappe überzogen, in öffentlichen Gehwegen platziert. Wegen der enormen Belastung durch den Winterräumdienst in Reit im Winkl, wurde der Stolperstein ausnahmsweise auf Privatgrund verlegt.

## Ansässige Vereine

### ÖAV-Sektion Kössen-Reit im Winkl
Nach einer Gründung bereits um 1910 kam es 1946 in Kössen zur Wiedergründung einer ÖAV-Sektion, zu der im Laufe der Zeit sehr viele Reit im Winkler beitraten, so dass diese Sektion die Besonderheit hat, sowohl in Deutschland als auch in Österreich aktiv zu sein. Neben alpinsportlichen Aktivitäten ist insbesondere die Jugendarbeit eines der Hauptanliegen der Sektion. Diese äußert sich in jährlich angebotenen Jugendlagern ebenso wie in regelmäßigen Jugendtreffs der Alpenvereins-Jugend. Auch zum kulturellen Leben trägt der Alpenverein mit dem immer am dritten Septemberwochenende stattfindenden Volkstanz mit der Tiroler Kirchtagmusik bei. Das Alpenvereinsheim in der Loferaustraße ist gern frequentierter Veranstaltungsort für Feiern und kleinere Veranstaltungen. Die Sektion zählt etwa 1200 Mitglieder, die aus Kössen, Reit im Winkl und den Nachbargemeinden kommen.

### Fußballclub
Ortsansässiger Fußballclub ist der 1968 gegründete FC Reit im Winkl. Er verfügte in der Saison 2010/11 im Spielbetrieb über sieben Mannschaften. Die Erste Mannschaft spielte in dieser Saison in der A-Klasse.

### Gebirgstrachten-Erhaltungsverein (GTEV) „Dö Koasawinkla“

#### Geschichte
Im Zuge der ab 1883 in Oberbayern einsetzenden Gründung von Gebirgstrachten-Erhaltungsvereinen wurde 1901 im Gasthof Oberwirt durch 22 junge Burschen der GTEV „Dö Koasawinkla“ gegründet. Ziel des Vereins war die Erhaltung der alpenländischen Tracht, des Brauchtums und der traditionellen Volksmusik, auch zur Unterhaltung der hier weilenden Sommerfrischler.
1911 wurde die erste Fahne im Rahmen eines Gaufests des Gauverbands I geweiht.
Nach Anfangsschwierigkeiten im Verein begann 1927 eine Blütezeit des Vereins, die Vereinstracht wurde einheitlich geregelt und weibliche Mitglieder wurden 1928 erstmals aufgenommen. 1929 wurde die historische Trachtengruppe in Kooperation mit dem Theaterverein gegründet. Diese tritt in der alten Reit im Winkler Tracht auf und führt historische Tänze auf. 1931 wurde das Mühlradl von der aktiven Gruppe einstudiert. In dieser Zeit wurden Almtänze für die Touristen und als Höhepunkt des Trachtenjahres das Preisplatteln durchgeführt. Mitte der 1930er Jahre plattelte eine Abordnung der Plattlergruppe im Operettenfilm „Im weißen Rössl“ den „Reit im Winkler“, dessen Ursprung hier liegt.
Während der Zeit des Nationalsozialismus wurde der Verein in die Urlaubsorganisation der NSDAP, KdF, eingegliedert, ab 1937 wurde von dieser ein Vorstand („Trachtenwart“) bestimmt. Aufgrund der Einziehung der männlichen Mitglieder, insbesondere der Aktiven, in den Krieg wurde ab 1940 kein Almtanz mehr abgehalten.

#### Wiedergründung 1945
Am 26. Dezember 1945 erfolgte die Wiedergründung nach dem Zweiten Weltkrieg, 1946 erfolgte der Wechsel vom Gauverband I zum bereits 1926 gegründeten Chiemgau-Alpenverband. 1947 beteiligten sich erstmals Buben in einer Jugendklasse am Preisplatteln. 1951 wurde das 50-jährige Bestehen mit einem Trachtenfest mit Fahnenweihe begangen, zu dem 7000 Trachtler und 13.000 Zuschauer zusammenkamen. Anfang der 1960er Jahre wurde eine Kinder- und Jugendgruppe gegründet. Ende der 1960er und Anfang der 1970er Jahre konnten Erfolge beim Gaudirndldrahn gefeiert werden. 1974 nahm eine größere Abordnung der Aktiven und verschiedener Musikgruppen aus Reit an einem Folkloretreffen in Zakopane teil. In die gleiche Zeit fällt jedoch auch, wie bei allen Trachtenvereinen in dieser Zeit, ein extremer Nachwuchsmangel, der 1974 fast zur Auflösung der aktiven Gruppe führte. Der Verein konnte sich davon in der Folgezeit wieder erholen, insbesondere auch wegen der guten Jugendarbeit. Im Jahre 1981 konnte ein Gaufest mit der Rekordzuschauerzahl von 25.000 durchgeführt werden. Ende der 1980er Jahre erfolgte eine neue Serie von Siegen bei Gau-Dirndldrahn und -Preisplattln, die bis Ende der 1990er Jahre anhielt.

#### Aktuell
Im Jahre 2001 wurde das 100. Gründungsfest in Verbindung mit dem 75. Jubiläum der Gründung des Chiemgau-Alpenverbands gefeiert. Anfang 2012 hat der Verein 453 Mitglieder, der Erste Vorstand ist seit 2007 Hans Bauhofer. Der Verein ist Mitglied im Chiemgau-Alpenverband für Tracht und Sitte. Der Patenverein ist der GTEV „D’Achentaler“ Unterwössen, die „Koasawinkla“ sind Patenvereine der Trachtenvereine in Prien und Rottau.

## Öffentliche Einrichtungen
Rathaus Reit im Winkl mit Sitzungssaal und allen gemeindlichen Ämtern (Bürgermeister, Geschäftsleitung, Einwohnermeldeamt mit öffentliche Sicherheit und Ordnung, Standesamt, Bauamt, Kämmerei, Steueramt, Kasse)

### Dialekt
In Reit im Winkl herrscht eine mittelbairische Mundart vor, die sehr viele Anklänge an das (mittelbairische) Tirolerische hat (siehe Dialektkontinuum). Dies zeigt sich vor allem in der Härtung von „ch“ und „ck“ und „vi“ für „viel“, „Mi“ für „Mühle“ und „Gfi“ für „Gefühl“.
Auch einige nur hier spezielle Wörter gibt es (Reit im Winklerisch). Einige Beispiele sind:
| Reit im Winklerisch | Hochdeutsch                          |
| ------------------- | ------------------------------------ |
| afig                | aggressiv                            |
| Bois                | kleine Zeitspanne                    |
| Druiddn             | Durcheinander                        |
| Gaschdl             | Garten                               |
| Gazzl               | Schöpfkelle                          |
| Ged, Godn           | Pate, Patin                          |
| Miasl               | Holzknecht-Schmarrn (Kaiserschmarrn) |
| nabfezzn            | dösen                                |
| oundla              | ordentlich                           |
| pfnasn              | schnauben                            |
| zefezzn             | kleckern                             |

Hierzu wurde 2003 (Neuauflage 2004) ein Wörterbuch Reit im Winklerisch – Hochdeutsch herausgegeben, es stellt eine umfangreiche Sammlung von Reit im Winkler-Wörtern und -Redensarten dar.

### Trachten
Trachten werden in Reit im Winkl vor allem von den Traditionsvereinen gepflegt, man trägt sie aber auch noch zu besonderen und feierlichen Anlässen außerhalb dieser Vereine.
Im Ort gibt es zwei verschiedene Trachtenstile: zum einen die historische Tracht, die von der historischen Trachtengruppe des GTEV und den Gebirgsschützen getragen wird, und zum anderen die Chiemgauer Tracht, die von den Mitgliedern des Trachtenvereins und anderer Vereine (Musikkapelle) und auch außerhalb als typische Reit im Winkler Tracht getragen wird.

## Persönlichkeiten

### Söhne und Töchter der Gemeinde
- Franz Haslberger (1915–1939), Skispringer
- Hans Thomae (1915–2001), Entwicklungspsychologe
- Maria Hellwig (1920–2010) und Margot Hellwig (* 1941), Interpretinnen volkstümlicher Musik
- Jakob Strobl (* 1939), Politiker, Landrat des Landkreises Traunstein
- Heidi Mittermaier (* 1941), Skirennläuferin
- Wolfgang Hardtwig (* 1944), Historiker
- Rosi Mittermaier (1950–2023), Skirennläuferin
- Hans Speicher (* 1952), Skilangläufer
- Thomas Klauser (* 1964), Skispringer
- Christoph Huber (* 1967), römisch-katholischer Priester

### Sonstige Persönlichkeiten mit Verbindung zu Reit im Winkl
- Eduard Hamm (1879–1944), Jurist und Politiker in der Weimarer Republik (DDP), lebte von 1933 bis zu seiner Verhaftung im Rahmen des 20. Juli 1944 mit seiner Familie in Oberbichl im „Boar-Hof“[22]
- Peter Thaler (1891–1978), Maler, Volksschauspieler und Heimatforscher
- Dettmar Cramer (1925–2015), ehemaliger deutscher Fußballspieler und -trainer
- Takeo Ischi (* 1947), japanischer Sänger und Jodler
- Evi Mittermaier (* 1953), Skirennläuferin
- Evi Sachenbacher-Stehle (* 1980), Skilangläuferin und Biathletin, aktiv bis 2014

## Ehrungen und Auszeichnungen der Gemeinde
Die Gemeinde Reit im Winkl ehrt oder ehrte verdiente Persönlichkeiten mit folgenden Auszeichnungen (in Klammern: Jahr der Verleihung):

### Ehrenbürger
- Johann Genghammer, Erbauer der Pfarrkirche (1918)
- Adolf Ufer, Oberregierungsrat (1928)
- Rittmeister Carl Braun, Flieger (1933)

Die Ehrenbürgerwürde wurde nach dem Zweiten Weltkrieg nicht mehr verliehen.

### Ehrenzeichen
1953 wurde ein Ehrenzeichen zur Anerkennung verdienter Ehrenbürger eingeführt. Dieses wurde unter anderem an folgende Personen verliehen:
- Valentin Hörl (1964)
- Georg Linner (1955)
- Fritz Pürner (1964)
- Hans Höflinger (1953)

### Ehrenring
Diesen Ring dürfen jeweils nur drei lebende Bürger Reit im Winkls tragen. Dieser Ring wurde bisher sechsmal verliehen:
- Rosi Mittermaier (1976)
- Andreas Hagl (1979)
- Hans Höflinger (1979)
- Maria Hellwig (1993)
- Evi Sachenbacher-Stehle
- Franz Schlechter (2013)

### Verdienstmedaille
Auch diese 1984 geschaffene Auszeichnung wurde einige Male vergeben.